# Pirata canadensis
Pirata canadensis este o specie de păianjeni din genul Pirata, familia Lycosidae, descrisă de Charles Denton Dondale și Redner, 1981. Conform Catalogue of Life specia Pirata canadensis nu are subspecii cunoscute.